# Benga (gatunek muzyczny)

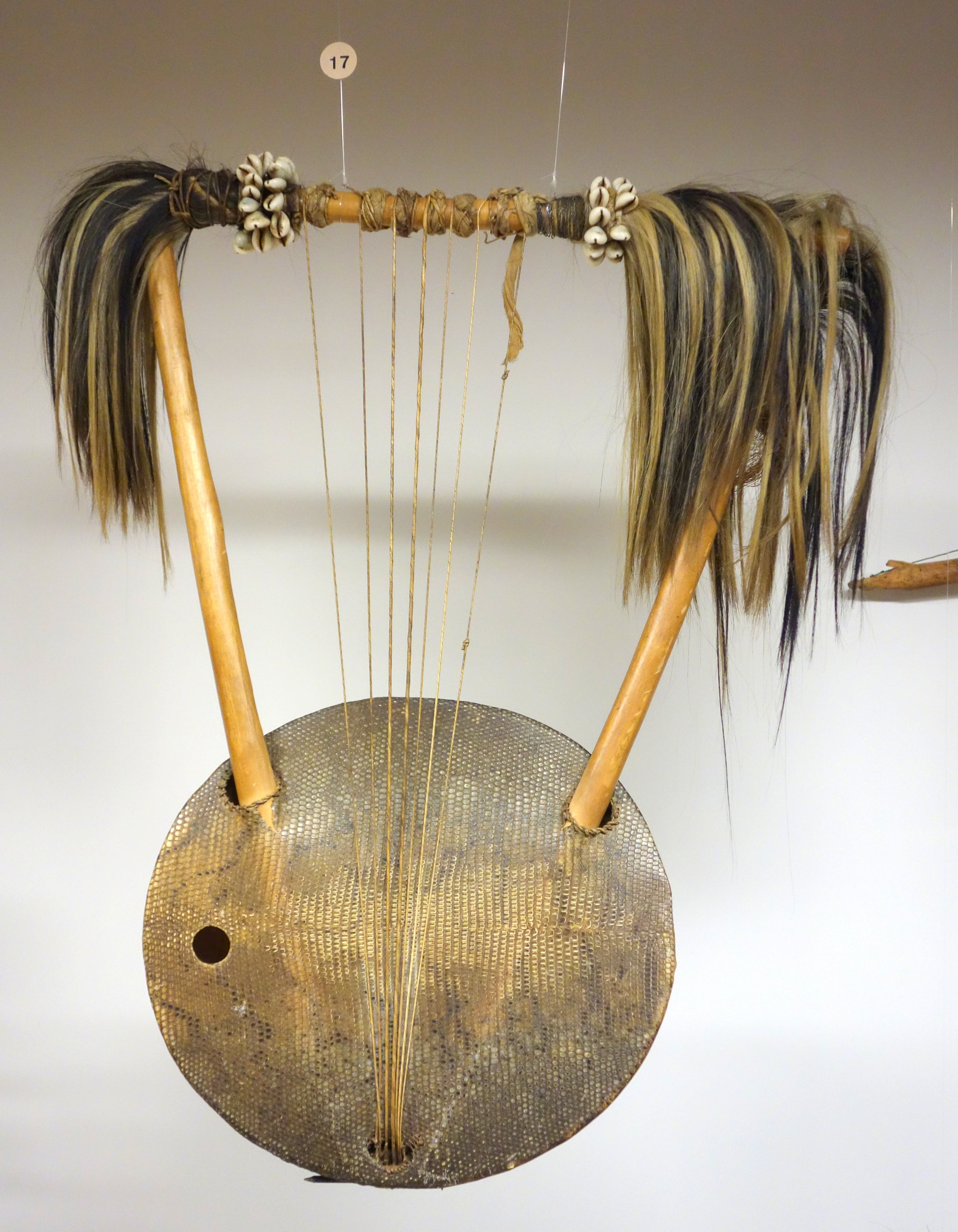
Nyatiti

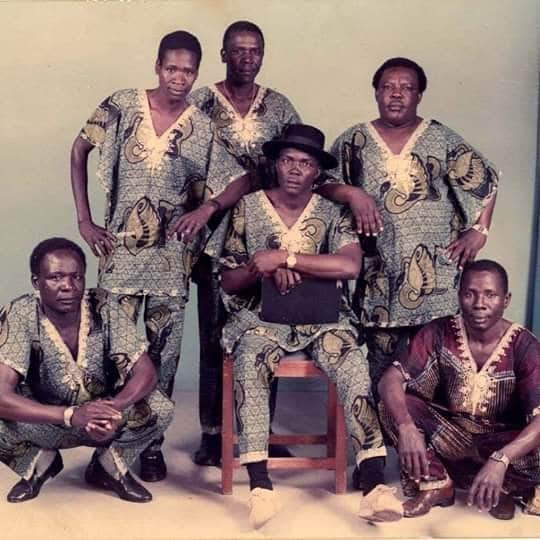
Zespół Super Heka Heka

Benga – gatunek muzyczny kenijskiej muzyki popularnej, oparty na tradycyjnej muzyce Kenii.

## Historia
Jest to typowo kenijski rodzaj muzyki popularnej, narodził się w latach 50. XX wieku na ziemiach Luo w Kenii zachodniej. Przyjmuje się, że benga powstała w rejonie Jeziora Wiktorii, choć niektórzy są zdania, że pochodzi z Konga. Ochieng' Nelly Orwa, jeden z pionierów benga, jest zdania, że słowo „benga” pochodzi z Ugandy, a lawu bengore oznacza ubrania są luźne w języku Luo, w nawiązaniu do luźnych spódnic. Daniel Owino Misiani twierdzi z kolei, że nazwa pochodzi od imienia jego matki, Obengo. Możliwe, że słowo benga po raz pierwszy pojawiło się w 1963 roku w tekście piosenki Monica Ondego zespołu The Ogara Boys.
Jednym z pionierów bengi był John Ogara Odondi 'Kaisa'. Styl wykształcił się w momencie przejścia na gitary akustyczne i elektryczne zespołów grających tradycyjne rytmy i melodie, wcześniej wykonywane na nyatiti i orutu. Można go traktować jako wynik ewolucji tradycyjnej muzyki granej na nyatiti. Charakterystyczna dla gatunku jest gra na gitarze naśladująca grę na nyatiti poprzez szarpanie i uderzanie pojedynczych strun gitary. Pierwsze pokolenie muzyków benga inspirowało się także kubańską rumbą. W poszczególnych regionach Kenii benga różni się nieco stylem, jest wykonywana ponadto w różnych miejscowych językach. Muzyka benga zawładnęła kenijskim rynkiem fonograficznym w latach 70. i 80. XX wieku i nadal ma silny wpływ na muzykę tego kraju. Muzykę benga słucha i tańczy do niej niemal każdy Kenijczyk, choć zamych wykonawców jest już dużo mniej niż w szczytowym okresie popularności gatunku.
Benga wykonują zespoły regionalno-etniczne z niemal całego kraju, nie tylko Luo. W szczytowym okresie popularności muzykę benga grano także w Afryce Południowej i Zachodniej. W Zimbabwe wykształciła się odmiana bengi zwana kanindo. Wyróżnia się nurt świecki jak i benga w stylu gospel. 

## Wykonawcy
- Extra Golden(inne języki) – grają mieszankę bengi i rocka z USA[8]
- Prince Jully z zespołem Jolly Boys Band[9]
- Princess Jully(inne języki)[9]
- Musa Juma(inne języki)[10]
- Daniel Kamau(inne języki)[6]
- Ken Wa Maria[6]
- Daniel Owino Misiani(inne języki) – nazywany ojcem benga[11] ze względu na swój pionierski wkład[12]
- John Ogara Odondi 'Kaisa'[4]
- Sukuma bin Ongaro[6]
- The Ogara Boys[13]
- George Ramogi(inne języki)[14]
- Odhiambo Tusker[15]